# Миланка Тодић
Миланка Тодић (Чуруг, 2. децембар 1952) српска је историчарка уметности и професор на Факултету примењених уметности у Београду. Њено истраживачко поље се односи на историју и теорију фотографије као и авангардну уметност. Ауторка је многих изложби у земљи и иностранству. Од 1996. године ради на Факултету примењених уметности у Београду.

## Биографија
Миланка Тодић дипломирала 1976. године историју уметности на Филозофском факултету у Београду. Магистрирала 1980. на истом факултету, из области Историја уметности, где је и докторирала 1989.
Након што је магистрирала, запослила се као кустос у Музеју примењене уметности у Београду, у Одељењу за стару књигу, примењену графику и фотографију.
Од 1996. године ради на Факултету примењених уметности у Београду, где је 2006. изабрана је у звање редовног професора  за област Историја уметности 19. и 20. века.
Године 2003/2004 била је уметнички директор Галерије Артгет у Београду.

## Истраживачки рад
Свој истраживачки рад у области историје уметности Миланка Тодић фокусира на историју и теорију фотографије и на авангардну уметност. Као историчар уметности за фотографију се заинтересовала радећи као кустос у Одељењу за стару књигу, примењену графику и фотографију Музеја примењене уметности у Београду. Њена докторска дисертација Фотографија у Србији у 19. веку била је прва дисертација на Филозофском факултету у Београду из историје уметности која се бави историјом фотографије. Такође је и један од водећих истраживача српског надреализма. Организовала је више студијских, монографских и гостујућих изложби у земљи и иностранству.
Чланица је Европског друштва за историју фотографије (European Society for the History of Photography – ESHP), Међународног удружења критичара уметности (International Association of Art Critics – AICA) и Европске мреже за проучавање авангарде и модерне (European Network  for Avant-Garde and Modernism Studies – EAM). Учествовала је по позиву на многим интернационалним симпозијумима у Европи, Средњој Америци (Барбадос) и Азији (Тајван, Јапан).

## Признања и почасти
- Године 2003 била је селектор 44. Октобарског салона у Београду.
- Добитница је награде Лазар Трифуновић 2006. године.[1]